# Cotesia rufocoxalis
Cotesia rufocoxalis är en stekelart som först beskrevs av Riley 1881.  Cotesia rufocoxalis ingår i släktet Cotesia och familjen bracksteklar. Inga underarter finns listade i Catalogue of Life.